# El Cabero
El Cabero är en ort i Mexiko.   Den ligger i kommunen Apaseo el Alto och delstaten Guanajuato, i den centrala delen av landet, 180 km nordväst om huvudstaden Mexico City. El Cabero ligger 1 984 meter över havet och antalet invånare är 284.
Terrängen runt El Cabero är platt österut, men västerut är den kuperad. Runt El Cabero är det ganska tätbefolkat, med 207 invånare per kvadratkilometer. Närmaste större samhälle är El Pueblito, 19,9 km nordost om El Cabero. I omgivningarna runt El Cabero växer huvudsakligen savannskog.